# 軍事社会学
軍事社会学（ぐんじしゃかいがく、英:Military sociology）とは軍隊、または軍隊と社会の関係などについての社会学的な研究である。
軍事社会学は軍隊を社会集団として捉えた社会学の一分野である。全世界の国家は軍隊や準軍事組織を組織しており、これら軍事社会は他の社会的領域にも軍事行政、兵役、軍事教育、軍需産業、軍事的コミュニティなどを通じて市民社会と相互に関係している。

## 研究史
軍事社会学的な考察は社会学者のマックス・ヴェーバーや政治学者のガエターノ・モスカ、ハーバート・スペンサーなどがいる。軍事社会学が成立して間もない所期の頃の研究として、カール・デメターによる先駆的な研究を挙げることが可能であり、これはヴェーバーの方法論を用いながら軍事要員の集団を扱った研究であり、アルフレート・ファークツの『軍国主義の歴史』の成果を応用するものでもあった。デメターはドイツの将校団に関する古典的な研究から、このエリート集団の社会的起源、教育制度、人事制度に関する枠組みを整えた。
軍事社会学の研究が広く普及する契機となったのは取り組まれるようになったのは1940年代から1950年代にかけてのアメリカ合衆国においてである。1941年にハロルド・ラスウェルは論文『要塞国家』を発表して産業社会における軍国主義・軍事政権の危険性を指摘している。社会学者ストーファーは当局の要請を受けてアメリカ軍に対する社会調査を行い、個々人の満足度を他者との比較の上で形成する相対的剥奪の概念を提唱し、その成果を1949年に『アメリカ兵』として発表した。アンジェイエフスキーが1952年に発表した『軍事組織と社会』は理論的な考察と世界各国の軍隊の歴史的な比較によって軍の在り方を軍事参与率や服従度、凝縮性の観点から類型化し、市民社会と軍事社会の相互的な関係を体系的な理論で説明した。
1957年には政治学者サミュエル・P・ハンティントンが『軍人と国家』を著し、軍事的プロフェッショナリズムの成立史やアメリカの自由主義的イデオロギーとの関係を明らかに上で軍事的安全保障政策の一要素である政軍関係の理論を体系化し、軍事制度と国家体制の理論的、歴史的な考察を加えている。1960年にモーリス・ジャノヴィッツは『職業軍人』を著して、ハンチントンによる軍事的プロフェッショナリズムの定式化に対して批判し、専門職である軍人の任務が静態的ではなく、時代によって動態的に変化することを反証しようとした。ジャノヴィッツの議論では軍事的専門職は巨大化、官僚化の結果としてより軍事的な性格を薄め、より文民的な性格を持つようになったと考えられている。

## 文献情報
- Andreski, S. 1954. Military organization and society. London: Routledge and Kegan Paul.
  - アンジェイエフスキー著、坂井達朗訳『軍事組織と社会』新曜社、2004年
- Demeter, K. 1935. Das Deutsche Heer und Seine Offiziere. Berhn: Verlag von Reimar Hobbing.
- Edmonds, M. 1988. Armed services and society. Leicester: Leicester Univ. Press.
- Harries-Jenkins, G. 1977. The army in Victorian society. London: Routledge and Kegan Paul.
- Harries-Jenkins, G., C. C. Moskos. 1981. Armed forces and society. Current Sociology 29:1-170.
- Huntington, S. P. 1957. The soldier and the state. Cambridge, Mass.: Harvard Univ. Press.
  - ハンチントン著、市川良一『新装版　ハンチントン　軍人と国家　上下』原書房、2008年
- Janowitz, M. 1960. The professional soldier. New York: Free Press.
- Janowitz, M. 1977. Military institutions and coercion in the developing nations. Chicago: Univ. of Chicago Press.
- Lasswell, H. D. 1941. The garrison state. American Journal of Sociology 46:455-68.
- Moskos, C. C. Jr., Frank R. Wood. eds. 1988. The military: More than just a job? McLean, Va.: Pergamon-Brassey's.
- Stouffer, S. A. et al. 1949. The American solders. Princeton: Princeton Univ. Press.
- Van Doorn, J. 1975. The soldier and social change. Beverly Hills, Calif.: Sage.